# Discografia dei Nirvana
La discografia dei Nirvana, gruppo musicale grunge/rock alternativo statunitense attivo dal 1987 al 1994, è composta da tre album in studio, tre dal vivo, sei raccolte e oltre venti singoli.

## Album

### Album in studio
| Anno | Titolo | Classifiche | Classifiche | Classifiche | Classifiche | Classifiche | Classifiche | Classifiche | Classifiche | Classifiche | Classifiche | Classifiche | Classifiche | Vendite      | Certificazioni                                                                                  |
| Anno | Titolo | US          | UK          | CAN         | AUS         | NOR         | SWI         | NLD         | AUT         | SWE         | FIN         | NZ          | JPN         | Vendite      | Certificazioni                                                                                  |
| ---- | --- | ----------- | ----------- | ----------- | ----------- | ----------- | ----------- | ----------- | ----------- | ----------- | ----------- | ----------- | ----------- | ------------ | ----------------------------------------------------------------------------------------------- |
| 1989 | Bleach - Pubblicato: 15 giugno 1989 - Etichetta: Sub Pop - Formato: CD, MC, LP, download digitale          | 89          | 33          | —           | 34          | —           | —           | —           | 26          | —           | 24          | 30          | 46          | 4.2 milioni  | - CAN: Oro - FRA: Oro (2) - USA: Platino                                                        |
| 1991 | Nevermind - Pubblicato: 24 settembre 1991 - Etichetta: DGC - Formato: CD, MC, LP, download digitale        | 1           | 5           | 1           | 2           | 2           | 2           | 3           | 2           | 1           | 1           | 2           | 24          | 24.6 milioni | - CAN: Diamante - FRA: Diamante - GER: Platino (2) - SWE: Oro - UK: Platino (2) - USA: Diamante |
| 1993 | In Utero - Pubblicato: 21 settembre 1993 - Etichetta: DGC, Geffen - Formato: CD, MC, LP, download digitale | 1           | 1           | 3           | 2           | 7           | 16          | 4           | 8           | 1           | 5           | 3           | 13          | 10.8 milioni | - CAN: Platino (6) - FRA: Platino - GER: Oro - SWE: Oro - UK: Oro - USA: Platino (5)            |

### Album dal vivo
| Anno | Titolo | Classifiche | Classifiche | Classifiche | Classifiche | Classifiche | Classifiche | Classifiche | Classifiche | Classifiche | Classifiche | Classifiche | Classifiche | Classifiche | Classifiche | Vendite      | Certificazioni                        |
| Anno | Titolo | USA         | AUS         | AUT         | FIN         | GER         | HUN         | JPN         | NOR         | NZL         | NLD         | SPA         | SWE         | SWI         | UK          | Vendite      | Certificazioni                        |
| ---- | --- | ----------- | ----------- | ----------- | ----------- | ----------- | ----------- | ----------- | ----------- | ----------- | ----------- | ----------- | ----------- | ----------- | ----------- | ------------ | ------------------------------------- |
| 1994 | MTV Unplugged in New York - Pubblicato: 1º novembre 1994 - Etichetta: DGC - Formato: CD, MC, LP, download digitale  | 1           | 1           | 1           | 3           | 6           | 9           | 20          | 6           | 1           | 1           | 1           | 2           | 3           | 1           | 14.2 milioni | - FRA: Platino (2) - USA: Platino (5) |
| 1996 | From the Muddy Banks of the Wishkah - Pubblicato: 1º ottobre 1996 - Etichetta: DGC - Formati: CD, download digitale | 1           | —           | 3           | 2           | 38          | 4           | 12          | 8           | 2           | 11          | 7           | 6           | 9           | 3           | 3.7 milioni  | - USA: Platino                        |
| 2009 | Live at Reading - Pubblicato: 1º novembre 2009 - Etichetta: DGC - Formati: CD, download digitale                    | —           | —           | —           | —           | —           | —           | —           | —           | —           | —           | —           | —           | —           | —           |              |                                       |

### Raccolte
| Anno | Titolo                                                                               |
| ---- | ------------------------------------------------------------------------------------ |
| 1992 | Incesticide - Pubblicato: 12 dicembre 1992 - Etichetta: DGC Records                  |
| 1995 | Sliver - The Best of the Box - Pubblicato: 1º novembre 2005 - Etichetta: DGC Records |
| 2002 | Nirvana - Pubblicato: 29 ottobre 2002 - Etichetta: DGC Records                       |

## Singoli ed EP
| Love Buzz - Pubblicato: novembre 1988 - Etichetta: Sub Pop - Scrittore: Robbie van Leeuwen - Produttore: Jack Endino - Note: Primo disco pubblicato della band. |
| Blew Album: Bleach - Pubblicato: dicembre 1989 - Etichetta: Tupelo Records - Scrittore: Kurt Cobain - Produttore: Steve Fisk |
| Sliver - Pubblicato: settembre 1990 - Etichetta: Tupelo Records, Sub Pop - Scrittore: Kurt Cobain - Produttore: Jack Endino - Classifica: numero 19 (US Modern Rock), numero 23 (IRE), numero 90 (UK) - Note: Sliver fu pubblicato come singolo a sé stante, la canzone si trova in Incesticide del 1992. |
| Candy (Live)/Molly's Lips (Live) - Pubblicato: gennaio 1991 - Etichetta: Sub Pop - Scrittore: The Vaselines |
| Here She Comes Now - Pubblicato: 1991 - Etichetta: Communion - Scrittore: John Cale, Lou Reed - Note: Nel singolo è presente anche Venus in Furs dei The Melvins. Le canzoni sono cover dei Velvet Underground. |
| Smells Like Teen Spirit Album: Nevermind - Pubblicato: 10 settembre 1991 - Etichetta: Geffen Records - Scrittori: Kurt Cobain, Dave Grohl, Krist Novoselic - Produttore: Butch Vig - Classifica: numero 1 (US MDN), numero 1 (FRA), numero 1 (NZ), numero 1 (IRE), numero 1 (SPA), numero 1 (BEL), numero 2 (GER), numero 3 (SWE), numero 3 (NLD), numero 3 (ITA), numero 5 (AUS), numero 6 (US), numero 6 (SWI) numero 7 (UK), numero 7 (US MST), numero 8 (AUT), numero 9 (BRZ), numero 9 (FIN) |
| On a Plain Album: Nevermind - Pubblicato: 24 settembre 1991 - Etichetta: Geffen Records - Scrittori: Kurt Cobain, Nirvana - Produttori: Butch Vig - Classifica position: numero 25 (US MST) - Note: Pubblicato solo negli Stati Uniti d'America. |
| Hormoaning EP - Pubblicato: 5 febbraio 1992 - Etichetta: Geffen Records - Produttori: Craig Montgomery, Dale Griffin - Classifica: numero 2 (AUS), numero 67 (JPN) - Note: Pubblicato solo in Australia e Giappone. |
| Come as You Are Album: Nevermind - Pubblicato: [1992] - Etichetta: Geffen Records - Scrittore: Kurt Cobain - Produttore: Butch Vig - Classifica: numero 3 (US MST), numero 3 (US MDN), numero 3 (NZ), numero 7 (IRE), numero 8 (ITA), numero 9 (UK), numero 12 (FRA), numero 12 (FIN), numero 14 (NLD), numero 15 (BEL), numero 16 (SPA), numero 21 (SWI), numero 22 (GER), numero 24 (SWE), numero 25 (AUS), numero 28 (AUT), numero 32 (US), numero 51 (BRZ)                                    |
| Lithium Album: Nevermind - Pubblicato: 21 luglio 1992 - Etichetta: Geffen Records - Scrittore: Kurt Cobain - Produttore: Butch Vig - Classifica: numero 3 (FIN), numero 4 (US MDN), numero 5 (IRE), numero 11 (UK), numero 13 (SPA), numero 16 (ITA), numero 15 (US MST), numero 28 (NZ), numero 28 (BEL) numero 53 (AUS), numero 64 (US), |
| In Bloom Album: Nevermind - Pubblicato: 1992 - Etichetta: Geffen Records - Scrittore: Kurt Cobain, Nirvana - Produttore: Butch Vig - Classifica: numero 5 (US MST), numero 7 (IRE), numero 20 (NZ), numero 28 (UK), numero 30 (SWE), numero 75 (AUS), numero 87 (NLD) - Note: Pubblicato in tutto il mondo tranne che negli Stati Uniti. |
| Oh, the Guilt - Pubblicato: 1992 - Etichetta: Touch and Go Records - Scrittore: Kurt Cobain - Produttore: Barret Jones - Classifica: numero 12 (UK) |
| Heart-Shaped Box Album: In Utero - Pubblicato: agosto 1993 - etichetta: Geffen Records - Scrittore: Kurt Cobain - Produttore: Steve Albini - Classifica: numero 1 (US MDN), numero 4 (US MST), numero 5 (UK), numero 6 (IRE), numero 9 (NZ), numero 14 (FIN), numero 16 (SWE), numero 17 (AUS), numero 31 (BEL), numero 32 (NLD), numero 37 (FRA) - Note: Pubblicato in tutto il mondo tranne che negli Stati Uniti.                                                                              |
| All Apologies/Rape Me Album: In Utero - Pubblicato: dicembre 1993 - Etichetta: Geffen Records - Scrittore: Kurt Cobain - Produttore: Steve Albini - Classifica: numero 1 (US MDN), numero 3 (Latvian Airplay Top), numero 4 (US MST), numero 20 (IRE), numero 20 (NZ), numero 20, (FRA), numero 32 (UK), numero 58 (AUS), numero 94 (BRZ) - Note: Pubblicato in tutto il mondo tranne che negli Stati Uniti.                                                                                      |
| Pennyroyal Tea Album: In Utero - Data: aprile 1994 - Etichetta: Geffen Records - Scrittore: Kurt Cobain - Produttore: Scott Litt - Classifica: numero 20 (Latvian airplay) - Note: Il singolo non fu messo in vendita a causa della morte di Kurt Cobain. |
| About a Girl Album: MTV Unplugged in New York - Pubblicato: 24 ottobre 1994 - Etichetta: Geffen Records - Scrittore: Kurt Cobain - Produttore: Nirvana, Scott Litt - Classifica: numero 1 (US MDN), numero 3 (US MST), numero 4 (AUS), numero 8 (FIN), numero 13 (BEL), numero 20 (SWE), numero 20 (ITA), numero 22 (NLD), numero 23 (FRA), - Note: Pubblicato in Europa e Australia. |
| The Man Who Sold the World Album: MTV Unplugged in New York - Pubblicato: 1994 - Etichetta: Geffen Records - Scrittore: David Bowie - Produttore: Nirvana, Scott Litt - Classifica: numero 6 (US MDN), numero 12 (US MST), numero 1 (Latvian airplay), numero 1 (Polskie Radio - Airplay Charts), numero 4 (Slovakian airplay), numero 22 (Canadian airplay), numero 34 - Note: Pubblicato solamente come singolo promozionale.                                                                   |
| Where Did You Sleep Last Night Album: MTV Unplugged in New York - Pubblicato: 1995 - Etichetta: Geffen Records - Produttore: Nirvana, Scott Litt - Classifica: numero 18 (Latvian airplay), numero 62 (French airplay) - Note: Pubblicato solamente come singolo promozionale. |
| Aneurysm (live) Album: From the Muddy Banks of the Wishkah - Pubblicato: 1996 - Etichetta: Geffen Records - Scrittore: Kurt Cobain, Dave Grohl, Krist Novoselic - Produttore: Westwood One, Andy Wallace - Classifica: numero 11 (US MST), numero 13 (US MDN), numero 17 (Polish airplay), numero 45 (Triple J Hottest 100), numero 40 (Mitä hittiä) - Note: Pubblicato solamente come singolo promozionale.                                                                                      |
| Drain You (live) Album: From the Muddy Banks of the Wishkah - Pubblicato: 1996 - Etichetta: Geffen Records - Scrittore: Kurt Cobain, Nirvana - Produttore: Butch Vig - Note: Pubblicato solamente come singolo promozionale. |
| You Know You're Right Album: Nirvana - Pubblicato: 8 ottobre 2002 - Etichetta: Geffen Records - Scrittore: Kurt Cobain - Produttore: Adam Kasper - Classifica: numero 45 (US) numero 1 (US MDN) numero 1 (US MST), numero 45 (Mitä hittiä), numero 11 (Latvian airplay), numero 13 (Polish airplay). |

### Box sets, video e interviste
| Nevermind It's an Interview - Pubblicato: 1992 - Etichetta: Geffen Records - Descrizione: Interview conducted by WFNX, featuring over an hour of audio interview with live and studio recordings. Released only as a radio promo. - Note: L'unica ufficiale intervista rilasciata dai Nirvana. |
| Live! Tonight! Sold Out!! - Pubblicato: 15 novembre 1994 (VHS), 7 novembre 2006 (DVD) - Etichetta: Geffen Records - Director: Kevin Kerslake - Descrizione: Collezione di performance live scelte prima da Cobain fino a poco prima della morte. Dave Grohl, Krist Novoselic e il regista Kevin Kerslake le hanno completate. |
| Singles - Pubblicato: Dicembre 1995 - Etichetta: Geffen Records - Descrizione: Box Set comprendente i singoli di Nevermind e In Utero, più altre tracce inedite. |
| With the Lights Out - Pubblicato: 23 novembre 2004 - Etichetta: Geffen Records - Produttore: Jack Endino, Greg Babior, Steve Fisk, Butch Vig, Craig Montgomery, Steve Albini, Lance Bangs - Classifica: numero 10 (CAN), numero 16 (JAP), numero 19 (INT), numero 19 (US), numero 20 (FRA), numero 21 (ITA), numero 23 (IRE), numero 28 (SWI), numero 29 (BEL), numero 31 (NOR), numero 34 (AUT), numero 39 (SPN), numero 39 (NZ), numero 48 (GER), numero 56 (UK) - RIAA Certification: ▲1 - Descrizione: Box Set contenente video e canzoni inedite. |
| Classic Albums: Nirvana - Nevermind - Pubblicato: Marzo 2005 - Produttore: Eagle Rock Entertainment - Descrizione: Documentario sulla realizzazione dell'album Nevermind, facente parte della serie Classic Albums con interviste ai membri superstiti del gruppo e al produttore Butch Vig. |
| A Classic Album Under Review – In Utero - Pubblicato: Novembre 2006 - Etichetta: MVD - Director:Thomas Walker - Descrizione: Documentario sulla realizzazione dell'album In Utero. |
| MTV Unplugged in New York - Pubblicato: Novembre 2007 - Produttore: MTV - Descrizione: Il concerto unplugged di New York è stato rimasterizzato in digitale (era disponibile solo su VHS): la qualità del DVD per il primo concerto trasmesso da MTV Italia. |
| Live at Reading - Pubblicato: Novembre 2009 - Produttore: Geffen Records - Descrizione: Il concerto al festival Reading del 20 agosto 1992. Erano presenti sul mercato da un po' di anni edizioni pirata in DVD della performance della band al suddetto festival, quindi la Geffen ha pensato di pubblicarne una edizione ufficiale, ripulendo l'audio e il video a disposizione. |
| Live at the Paramount - Pubblicato: Settembre 2011 - Produttore: Nirvana - Descrizione: Il concerto del Paramount Theatre di Seattle del 31 ottobre 1991. Il video fu inserito nell'edizione Super Deluxe box-set del ventesimo anniversario dell'uscita di Nevermind. È disponibile anche in Blu-ray Disc. |
| Live and Loud - Pubblicato: Settembre 2013 - Produttore: Nirvana - Descrizione: Il concerto del Central Waterfront di Seattle del 13 dicembre 1993. Il video fu inserito nell'edizione Super Deluxe box-set del ventesimo anniversario dell'uscita di In Utero. È disponibile anche in Blu-ray Disc |

## Video musicali
| Anno | Titolo                            | Regista        | Album                                                         |
| ---- | --------------------------------- | -------------- | ------------------------------------------------------------- |
| 1990 | Big Cheese (unaired)              | Jon Snyder     | Bleach                                                        |
| 1990 | In Bloom (Sub Pop version)        | Steve Brown    | Sub Pop Video Network Program 1 With the Lights Out           |
| 1991 | Smells Like Teen Spirit           | Samuel Bayer   | Nevermind                                                     |
| 1992 | Come as You Are                   | Kevin Kerslake | Nevermind                                                     |
| 1992 | Lithium                           | Kevin Kerslake | Nevermind                                                     |
| 1992 | In Bloom                          | Kevin Kerslake | Nevermind                                                     |
| 1993 | Sliver                            | Kevin Kerslake | Incesticide                                                   |
| 1993 | Heart-Shaped Box                  | Anton Corbijn  | In Utero                                                      |
| 1993 | All Apologies (live)              | Beth McCarthy  | In Utero MTV Unplugged in New York                            |
| 1994 | About a Girl (live)               | Beth McCarthy  | MTV Unplugged in New York                                     |
| 1995 | The Man Who Sold the World (live) | Beth McCarthy  | MTV Unplugged in New York                                     |
| 1996 | Aneurysm (live)                   | Kevin Kerslake | From the Muddy Banks of the Wishkah Live! Tonight! Sold Out!! |
| 1999 | Rape Me (live)                    | Dave Wilson    | SNL: The Musical Performances, Vol 2                          |
| 2002 | You Know You're Right             | Chris Hafner   | Nirvana                                                       |

## Altri musicisti
- Teriyaki Asthma, Vol. 1 (1989) – Mexican Seafood
- Kill Rock Stars (1991) – Beeswax
- Hard to Believe: Kiss Covers Compilation (1992) – Cover Do You Love Me?, originariamente dei Kiss
- Eight Songs for Greg Sage and The Wipers (1993) – Cover Return of the Rat, originariamente dei The Wipers
- No Alternative (1993) – Verse Chorus Verse (alias Sappy) come traccia nascosta, non accreditata
- The Beavis and Butt-head Experience (1993) – I Hate Myself and I Want to Die
- Saturday Night Live: The Musical Performances, Vol. 2 (1993) – Rape Me (live)

## Premi
- 1992, MTV Video Music Awards, Best Alternative Video of the Year, Smells Like Teen Spirit
- 1992, MTV Video Music Awards, Best New Artist in a Video, Smells Like Teen Spirit
- 1993, MTV Video Music Awards, Best Alternative Video, In Bloom
- 1993, BRIT Awards, International Breakthrough Act
- 1994, MTV Video Music Awards, Best Alternative Video, Heart-Shaped Box
- 1994, MTV Video Music Awards, Best Art Direction, Heart-Shaped Box (Bernadette Disanto)
- 1995, American Music Awards, Favorite Heavy Metal/Hard Rock Artist
- 1996, Grammy Awards, Best Alternative Music Album, MTV Unplugged in New York
- 2000, Guinness Book of World Records, Most Played Video On MTV Europe, Smells Like Teen Spirit
- 2000, Guinness Book of World Records, Most Successful Posthumous Albums, MTV Unplugged in New York e From the Muddy Banks of the Wishkah